# Marek Vadas
Marek Vadas (ur. 28 maja 1971 w Koszycach) – słowacki prozaik oraz autor literatury dla dzieci i młodzieży.
Ukończył studia z zakresu estetyki i słowacystyki na Wydziale Filozoficznym Uniwersytetu Komeńskiego.
Był laureatem prestiżowej słowackiej nagrody literackiej Anasoft litera (za książkę Uzdrowiciel).

## Twórczość
- Malý román (1994)
- Univerzita (1996)
- Diabol pod čapicou (2002)
- Prečo sa smrtka smeje (2003)
- Rozprávky z čiernej Afriky (2004)
- Liečiteľ (2006)
- Zlá štvrť (2018)